# Tevita Lavemaau
Tevita Lavemaau est un homme politique tongien, un temps ministre des Finances.
Il élu pour la première fois à l'Assemblée législative des Tonga aux élections de 2014 et est nommé ministre du Revenu et des Douanes. À la suite de la démission d'‘Aisake ‘Eke en mars 2017, il est nommé ministre des Finances.
En septembre 2017, il est limogé avec le vice-Premier ministre Siaosi Sovaleni pour déloyauté pour avoir soutenu la décision du roi Tupou VI à la fois de limoger le Premier ministre ʻAkilisi Pohiva, de dissoudre le Parlement et de convoquer de nouvelles élections,,. Il conserve son siège de député aux élections législatives de 2017, mais celles-ci sont remportées par les partisans d'ʻAkilisi Pohiva et Tevita Lavemaau n'est pas reconduit au Gouvernement.
En 2019, à la suite du décès d'ʻAkilisi Pohiva, il est nommé ministre des Finances et ministre du Revenu et des Douanes dans le Gouvernement de Pohiva Tuʻiʻonetoa. Il est battu dans sa circonscription aux élections législatives de 2021, perdant ainsi à la fois son siège à l'Assemblée et son ministère. En avril 2022, Pohiva Tuʻiʻonetoa perd à son tour son siège de député : La Cour suprême le reconnaît coupable de corruption électorale pour avoir offert 50 000 pa'anga à des électrices, via Tevita Lavemaau, en amont des élections de novembre 2021.